# Le cas Dick
 (novembre 2021).
La mise en forme du texte ne suit pas les recommandations de Wikipédia : il faut le « wikifier ».
Les points d'amélioration suivants sont les cas les plus fréquents. Le détail des points à revoir est peut-être précisé sur la page de discussion.
- Les titres sont pré-formatés par le logiciel. Ils ne sont ni en capitales, ni en gras.
- Le texte ne doit pas être écrit en capitales (les noms de famille non plus), ni en gras, ni en italique, ni en « petit »…
- Le gras n'est utilisé que pour surligner le titre de l'article dans l'introduction, une seule fois.
- L'italique est rarement utilisé : mots en langue étrangère, titres d'œuvres, noms de bateaux, etc.
- Les citations ne sont pas en italique mais en corps de texte normal. Elles sont entourées par des guillemets français : « et ».
- Les listes à puces sont à éviter, des paragraphes rédigés étant largement préférés. Les tableaux sont à réserver à la présentation de données structurées (résultats, etc.).
- Les appels de note de bas de page (petits chiffres en exposant, introduits par l'outil «  Source ») sont à placer entre la fin de phrase et le point final[comme ça].
- Les liens internes (vers d'autres articles de Wikipédia) sont à choisir avec parcimonie. Créez des liens vers des articles approfondissant le sujet. Les termes génériques sans rapport avec le sujet sont à éviter, ainsi que les répétitions de liens vers un même terme.
- Les liens externes sont à placer uniquement dans une section « Liens externes », à la fin de l'article. Ces liens sont à choisir avec parcimonie suivant les règles définies. Si un lien sert de source à l'article, son insertion dans le texte est à faire par les notes de bas de page.
- La présentation des références doit suivre les conventions bibliographiques. Il est recommandé d'utiliser les modèles {{Ouvrage}}, {{Chapitre}}, {{Article}}, {{Lien web}} et/ou {{Bibliographie}}. Le mode d'édition visuel peut mettre en forme automatiquement les références.
- Insérer une infobox (cadre d'informations à droite) n'est pas obligatoire pour parachever la mise en page.

Pour une aide détaillée, merci de consulter Aide:Wikification.
Si vous pensez que ces points ont été résolus, vous pouvez retirer ce bandeau et améliorer la mise en forme d'un autre article.
 (décembre 2021).
Pour les articles homonymes, voir Dick.
Dick était un petit garçon pris en charge par la psychanalyste Melanie Klein de 1929 - il avait alors 4 ans - à 1946. Il était à l'époque considéré comme psychotique, mais a désormais été identifié comme autiste. Son cas a été exposé pour la première fois par Melanie Klein en 1930 dans "L’importance de la formation du symbole dans le développement de l’ego", et a ensuite été repris par Lacan lors de son premier séminaire en 1954.

## Situation de l'enfant
Dick est un enfant de 4 ans décrit par Melanie Klein comme n'ayant aucun intérêt à l'exception d'un seul, ne jouant pas, n'ayant que peu de contact avec son environnement, ne disant que quelques mots et ne maîtrisant pas le vocabulaire, et ayant une anxiété extrême. Klein remarque également que Dick a du mal à s'alimenter, n'a pas la volonté de se faire comprendre, et fait l'opposé de ce que lui demande sa mère.
Le diagnostic de Melanie Klein est celui d'une schizophrénie, mais elle précise que son cas diffère de la plupart des schizophrénies infantiles car ses troubles sont apparus pendant son développement au lieu d'être la source d'une régression. Dick a cependant été plus tard considéré comme autiste.

### Naissance et jeunesse
Après sa naissance, sa mère ne parvenait pas à l’allaiter, et il a failli mourir de faim. Elle lui a trouvé une nourrice à l'âge de sept semaines, après avoir utilisé de la nourriture artificielle, mais cela ne l'aida pas non plus. Il a souffert d'une indigestion et d'autres problèmes de santé. Sa mère était froide envers lui, et son père et sa nourrice lui donnaient très peu d'amour. Il a eu de l'affection de la part de sa grand-mère, chez qui il est resté pendant quelque temps, et de la part de sa deuxième nourrice.
Il a appris à marcher à un âge normal, et a réussi à devenir propre grâce à sa seconde nourrice. Il ne buvait cependant pas à la bouteille, et refusait de manger de la nourriture solide.
Sa volonté de manger s'est améliorée grâce à sa deuxième nourrice, mais il avait toujours beaucoup de difficultés, et n'arrivait pas à établir un contact affectif avec elle.

## Déroulement des séances
Melanie Klein décrit dans L'importance de la formation du symbole dans le développement de l'égo comment se déroulent ses premières séances avec Dick.

### Comportement de Dick
Lors de sa première visite, Melanie Klein remarque que Dick est indifférent au départ de sa nourrice. Il ne semble pas non plus accorder de l'importance aux objets autour de lui, en les soulevant et les reposant immédiatement.
Melanie Klein lui montre deux trains, un représentant son père et l'autre représentant lui-même. Dick prend le train le représentant et va vers la fenêtre, en prononçant le mot "gare". Klein lui dit que le gare représente sa mère, et qu'il entre dans sa mère. A ce moment-là, il va dans l'espace entre les portes de la pièce et dit "noir" ("dark"). Il répète cette action à plusieurs reprises pendant la séance.
Lors de sa deuxième séance, Dick s'enfuit de la pièce avec le train le représentant, va dans un hall sombre et insiste à rester là. Il demande en permanence "Nourrice vient?" ("Nurse coming?")
Lors de la troisième séance, il agit de la même manière mais en allant cette fois se cacher derrière la commode. Il prête cependant davantage attention aux jouets, et coupe avec des ciseaux le bois représentant du charbon sur un chariot. Lors du retour de sa nourrice, il la salue avec enthousiasme. Il s'est également enfermé dans le placard, après avoir griffé une porte.
Lors de la quatrième séance, il pleure lorsque sa nourrice le quitte. Il montre un intérêt plus fort aux jouets, en particulier le chariot qu'il avait découpé, qu'il recouvre d'autres jouets en le découvrant. Lorsque Klein lui explique que ce chariot représente le corps de sa mère, il découpe encore un peu de charbon et le place entre les portes, dans l'espace sombre.

### Analyse et conclusions de Melanie Klein
Melanie Klein remarque que les seules choses qui intéressent Dick sont les trains et les gares, et les portes. Elle établit un lien entre son comportement vis à vis de ces objets et la pénétration du pénis de son père dans sa mère.
Elle explique que Dick a fait l'expérience du stade génital de manière précoce, et que ça l'a poussé à développer une défense contre le sadisme très tôt. En effet, il résistait très bien à ses pulsions destructrices, en refusant toute forme d'agressivité. Elle établit un lien entre ça et son refus de mordre la nourriture, ainsi que son incapacité dans le passé à tenir des ciseaux, des couteaux et des outils.
Ce stade génital précoce vient selon elle d'un développement précoce de son ego, empêchant le développement de son ego par la suite.
Klein interprète le fait de mettre le chariot et le charbon en dehors de la pièce comme une expulsion de son propre sadisme. Elle relève aussi son angoisse vis à vis de l'acte d'uriner, et en conclut que l'urine et les excréments sont pour lui des substances dangereuses qui attaquent le corps de sa mère.
Il avait également peur du contenu du corps de sa mère, et notamment du pénis de son père dans le corps de sa mère. Cela le conduisait à des pulsions destructrices envers son père, exprimées par le fait qu'il a pris une figurine masculine et l'a portée à la bouche en semblant dire "Mange Papa" ("Eat Daddy")
Melanie Klein a pu accéder à l'inconscient de Dick en utilisant ses fantasmes et ses symboles. Elle conclut que d'un point de vue théorique, ce cas montre qu'il est possible de développer l'ego et la libido en analysant les conflits inconscients.

### Résultats
A la fin de L'importance de la formation du symbole dans le développement de l'égo, Melanie Klein suit Dick depuis 6 mois. Elle observe une diminution de son anxiété, une relation oedipale normale envers son père, beaucoup plus d'affection de recherche de contact avec sa mère. Il cherche à présent à se faire comprendre.

## Le cas Dick et Lacan
Lacan aborde le cas Dick dans son première Séminaire, le 17 février 1954, avec une prise de parole de Mlle Gélinier. L'intervention de cette dernière parle de la notion du Moi chez Anna Freud et Melanie Klein, dans le but de les comparer. Elle s'appuie sur l'article L'importance de la formation du symbole dans le développement de l'égo, et commence par décrire le cas clinique de Dick.
Selon elle, les conclusions de Melanie Klein par rapport à Dick, comme celles sur le stade génital précoce, ne sont pas justifiées. Elle critique également la vision de Melanie Klein du symbolique, comme des équations entre le sujet et les autres. Elle souligne que Melanie Klein n'explique aussi pas le lien entre la symbolique et l'ego. Elle remarque également que Dick, contrairement à ce que Melanie Klein dit, a des relations, parce qu'il les nie, et qu'il est impossible de nier ce qui n'existe pas. Enfin, elle ne pense pas que Dick n'ait pas de vocabulaire et de syntaxe, mais plutôt qu'il niait de les connaître.
Lacan interrompt Mlle Gélinier lorsqu'elle dit que Melanie Klein connaissait l'intérêt de Dick pour les trains. Il dit qu'elle ne le savait pas, et lui a seulement mis le train dans les mains. Il rectifiera cela plus tard, dans une autre séance, après une relecture du texte.
Lacan fait remarquer que Dick a un ego qui n'est pas encore formé, qu'il est "tout entier dans la réalité à l'état pur".
Il dit également que Melanie Klein lui "fout le symbolisme avec la dernière brutalité". Elle lui donne directement ses interprétations lorsqu'elle lui met le train dans les mains.
Lacan analyse que l'anxiété de Dick empêche à son identification de se concrétiser, d'atteindre la réalité, en s'appuyant sur les allers-retours constants de l'enfant. Il dit aussi que l'identification chez Dick se fait par des objets, qu'il change et remplace sans arrêt, pour donner à l'aide de son imaginaire un cadre à un réel plus développé.
Lacan conclut que ce cas illustre le cœur du problème du symbolisme et du réel.